# Мечеть Нурдаулет
Мечеть Нурдауле́т (каз. Нұрдәулет мешіті) — мечеть, расположенная в городе Актобе по проспекту Абилкайыр хана. Здание мечети примыкает к торгово-развлекательному центру «Нурдаулет», которым владеет Борис Байжаркинов. Мечеть управляется религиозным объединением «Мечеть „Нурдаулет“» (руководитель: Борис Байжаркинов). В мечети имеются своё медресе и «Дом Обрядов». Рядом со зданием мечети построена столовая «Дастур» (каз. Дәстүр), в которой проводятся безалкогольные свадьбы и поминки.
Имам мечети — Амен Нурболат.

## История
В 1999 году строительной компанией семьи Байжаркыновых было закончено строительство торгового центра «Нурдаулет», однако правое крыло здания всё ещё оставалось незавершённым и владельцами было решено сделать её мечетью, ибо Центральная мечеть Актобе уже тогда не могла вместить всех желающих совершить намаз, да к тому же было расположено вдали от центра города. Мечеть высотой 37 метров, с отдельным минаретом и общей площадью около 2 тыс. м² строилась около полугода.
Открытие мечети «Нурдаулет» приурочили к 130-летию города Актобе, а торжественный митинг по поводу открытия нового храма посетил президент Казахстана Нурсултан Назарбаев. Мечеть было решено назвать в честь отца Бориса Байжаркинова — Нурдаулета Адильше-улы (каз. Нұрдәулет Әділшеұлы), который погиб во время боёв Великой Отечественной, а тело его не найдено до сих пор.
Название мечети в честь человека вызвало споры между строителями мечети и администрацией города, в ведение которой была передана мечеть. В конечном счёте строителям удалось отстоять название «Нурдаулет».

## Статус
В 2012 году мечети «Нурдаулет» и религиозному объединению «Мечеть „Нурдаулет“» отказали в перерегистрации, сославшись на ошибки в уставе объединения. Кроме того, нарекания вызвало независимость этого объединения от «Духовного управления мусульман Казахстана», хотя законами Республики Казахстан это не запрещено.
Борис Байжаркинов:

Мечеть 13 лет работает и никакого зла людям не приносила, у нас всё законно. А тех, кто её сейчас закрыть хочет, я уверен, Бог обязательно накажет.
— Газета «Эврика»

## Описание
Площадь мечети составляет 1730 м², высота: 37 метров. Помимо основного зала имеются две молельные комнаты площадью 90-100 м², комната для женщин (90 м²), комната для регистрации мусульманских свадеб (75 м²) и другие служебные помещения (столовая, комната муэдзина). Мечеть двухэтажная: на первом этаже расположены основной молельный зал, медресе, комнаты имамов; на втором этаже располагаются помещения для женщин, дополнительный молельный зал, комнаты служителей мечети. Ширина михраба мечети: 5 метров, высота: 6,5 метров, высота минбара: 9 метров. В основном зале установлена хрустальная люстра высотой в 7 метров.
У мечети 4 купола: внутренний купол (18 м), большой купол (16,5 м), средний купол (14 м) и малый купол над входом в мечеть (6 м). Высота минарета: 57 метров в высоту и 36,5 метров в диаметре.